# Carl Rhoen
Carl (Joseph) Rhoen (* 14. Juli 1822 in Lemiers; † 23. Mai 1899 in Aachen) war ein deutscher Vermessungstechniker, Bauunternehmer und Publizist.

## Leben und Wirken
Der Sohn des Landwirtes Rhoen (1784–1863) und der Marie Elisabeth Cuvelier (1782–1846) aus Orsbach absolvierte nach seiner Schulzeit zunächst von 1843 bis 1845 eine Ausbildung zum Landvermesser und wurde anschließend als Techniker bei der Aachen-Neuß-Düsseldorfer Eisenbahngesellschaft übernommen. Hier gehörte er zum Team, welches mit dem Ausbau der neuen Strecke von Aachen über Gladbach, Neuss nach Düsseldorf beauftragt war. Als das Projekt infolge der Revolution 1848 ins Stocken geriet, übernahm Rhoen vorübergehend einige kleinere Bauprojekte in Rheydt, kehrte aber alsbald nach Aachen zurück.
Hier trat er bei dem Bauunternehmer Friedrich Klausener in Burtscheid als Volontär ein und bereitete sich für das Examen zum Maurermeister vor, welche er 1852 bestand. Dabei freundete er sich mit dem Vetter von Friedrich Klauseners, Bernhard Klausener, an, der sich ebenfalls in der Ausbildung zum Maurermeister befand. Nach Rhoens bestandener Prüfung übertrug Friedrich Klausener das Bauunternehmen an seinen Vetter Bernhard und an Carl Rhoen, wobei die Firma fortan unter B. Klausener & Rhoen firmierte. Bernhard Klausener war hierbei schwerpunktmäßig für die Auftragsabwicklung, Buchführung und Verwaltung zuständig und Carl Rhoen für die praktischen Ausführungen.
Nach fast 21-jähriger erfolgreicher Zusammenarbeit stieg Rhoen 1873 auf eigenen Wunsch aus dem Betrieb aus, um sich fortan autodidaktisch dem Studium der Kunst und der Architektur zu widmen. Mit einer mehrmonatigen Studienfahrt zu den bedeutendsten Städten Süddeutschlands und Italiens vertiefte er hierbei seine Erkenntnisse.
Nach seiner Rückkehr erlitt er mehrere Schicksalsschläge, die sein weiteres Leben beeinflussen sollten. Zunächst erkrankte sein Sohn Johann an Tuberkulose und verstarb im Jahr 1882 an dieser Krankheit. Zugleich hatte seine Tochter Rosalie einen Zigarrenfabrikanten geehelicht, dessen Geschäft 1874 in Konkurs ging. Da Rhoen sich mit einer hohen Bürgschaft an dieser Fabrik beteiligt hatte, war er daraufhin gezwungen, vier in seinem Eigentum befindliche Häuser zu verkaufen. Seine Tochter Rosalie erkrankte später schwer und verstarb im gleichen Jahr wie ihr Bruder Johann.
Seit seinem Austritt aus der Firma B. Klausener & Rhoen ging er keiner festen Arbeit mehr nach, trat aber im Jahr 1879 auf Ersuchen von Alfred von Reumont und Hugo Loersch in den neu gegründeten Aachener Geschichtsverein ein, nachdem er bereits seit 1866 dem Archäologischen Verein Aachens angehört hatte. Hier begann Rhoen nun eine rege Schreibaktivität und verfasste zahlreiche Berichte, Aufsätze und Publikationen über die Bau- und Kunstgeschichte bedeutender Aachener Objekte sowie über neuere Archäologische Erkenntnisse. Vor allem die Schriften über die Aachener Stadtbaumeister Johann Joseph Couven, Vater und Sohn, Aachen zur Zeit der Römer, über Das alte Wegenetz zwischen Köln und Limburg sowie Maastricht und Bavay und Die Befestigungswerke der freien Reichsstadt Aachen dienten viele Jahrzehnte als Grundlage für weitere Forschungsarbeiten.
In den Jahren 1858 bis 1873 widmete sich Carl Rhoen auch der Fotografie. Bevorzugt wurden von ihm Aachener Bauwerke fotografiert. Die meisten seiner Fotografien sind allerdings verschollen oder vernichtet worden. Einige der erhaltenen Glasfotoplatten zeigen unter anderem verschiedene Motive des Aachener Domes.
Seine Tätigkeit als Maler tradiert ein Aquarell aus dem Jahr 1852 mit der Darstellung des sogenannten Püngler'schen Tors (um 1775).

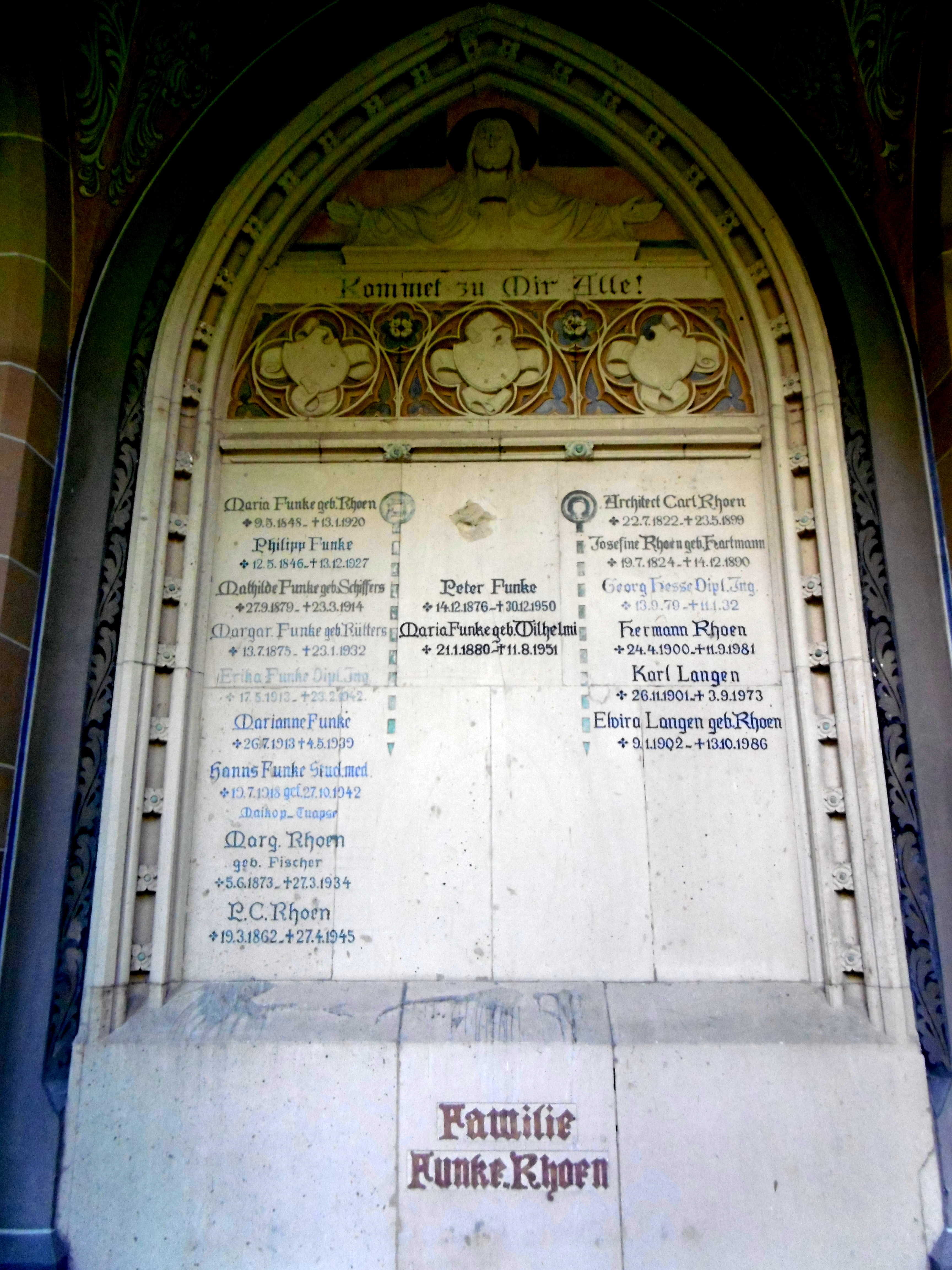
Grabstätte Funke/Rhoen

Ein letzter großer Auftritt in der Öffentlichkeit wurde ihm zuteil, als er 1883 in eine Kommission gewählt wurde, die sich nach dem Brand des Aachener Rathauses im Juni des gleichen Jahres mit dessen Wiederaufbau beschäftigte. In diesem Zusammenhang war es Rhoens energischem Eintreten zu verdanken, dass das Rathaus daraufhin wieder mit zwei Türmen geschmückt werden sollte.
Carl Rhoen, der seit 1847 mit Josefine, geborene Hartmann (1824–1890) verheiratet war, litt sehr unter ihrem Tod im Jahre 1890. Rhoen, seit 1886 wohnhaft am Aachener Boxgraben, verstarb im Mai 1899. Von seinen insgesamt sieben Kindern überlebten ihn nur zwei Söhne und eine Tochter. Er selbst fand seine letzte Ruhestätte im Campo Santo auf dem Westfriedhof II in Aachen.

## Bauaufträge (Auswahl)
- 1852: Anlegung eines neuen Kirchhofes in Laurensberg
- 1853: Teilnahme an der Ausschreibung zum Bau der Kathedrale Notre Dame de Treille in Lille
- 1862: Anlegung des Heißbergfriedhofes in Burtscheid
- 1881/1882: Bau des Michaelsbad in Burtscheid
- 1883: Teilnahme an der Ausschreibung zum Aufbau des Aachener Rathauses nach dem Stadtbrand

## Publikationen (Auswahl)
- J. H. Kessel und Carl Rhoen: Beschreibung und Geschichte der karolingischen Pfalz zu Aachen. In: Zeitschrift des Aachener Geschichtsvereins. 3. Band, Aachen 1881, S. 1–96 (Textarchiv – Internet Archive).
- Das ehemalige Bürgerhaus (jetzige Grashaus) in Aachen. In: Politisches Tageblatt, Aachen 3. August 1882
- Die St. Jakobskirche in Aachen. In: Zeitschrift des Aachener Geschichtsvereins. 5. Band, Aachen 1883, S. 37–52 (Textarchiv – Internet Archive).
- Einiges über den Brand des Aachener Rathauses am 29. Juni 1883. In: Zeitschrift des Aachener Geschichtsvereins. 5. Band, Aachen 1883, S. 302–310 (Textarchiv – Internet Archive).
- Die Dürersche Zeichnung des Aachener Rathauses. In: Aachener Volkszeitung, Aachen 20. Oktober 1883
- Die St. Salvatorkapelle bei Aachen. In: Zeitschrift des Aachener Geschichtsvereins. 6. Band, Aachen 1884, S. 65–80 (Textarchiv – Internet Archive).
- Der Grabfund bei Alt-Schurzelt. In: Zeitschrift des Aachener Geschichtsvereins. 7. Band, Aachen 1885, S. 281–284 (Textarchiv – Internet Archive).
- Nachtrag zu dem Aufsatz: Einiges über den Brand des Aachener Rathauses am 29. Juni 1883. In: Zeitschrift des Aachener Geschichtsvereins. 7. Band, Aachen 1885, S. 307–308 (Textarchiv – Internet Archive).
- Die Stadtbaumeister J. J. Couven, Vater und Sohn. In: Echo der Gegenwart. 37. Jahrgang, Nr. 109, Erstes Blatt, Aachen 13. Mai 1885 S. 2 ULB Bonn
- Die Stadtbaumeister J. J. Couven, Vater und Sohn. (Schluß.) In: Echo der Gegenwart. 37. Jahrgang, Nr. 110, Zweites Blatt, Aachen 13. Mai 1885 S. 1–2 ULB Bonn
- Die ottonischen Wandmalereien im aachener Münster. In: Echo der Gegenwart. 37. Jahrgang, Nr. 219, Zweites Blatt, Aachen 23. September 1885 S. 1 ULB Bonn
- Die ottonischen Wandmalereien im aachener Münster. (Schluß.) In: Echo der Gegenwart. 37. Jahrgang, Nr. 219, Zweites Blatt, Aachen 24. September 1885 S. 1 ULB Bonn
- Die Kapelle der karolingischen Pfalz zu Aachen. In: Zeitschrift des Aachener Geschichtsvereins. 8. Band, Aachen 1886, S. 15–96 (Textarchiv – Internet Archive).
- Aachen zur Zeit der Römer. In: Aachener Volkzeitung, Aachen 1886
- Die römische Wasserleitung zwischen Burtscheid und Aachen. Aachen 1887
- Über das alte Wegenetz zwischen Köln, Limburg, Maastricht und Bavay. Aachen 1887
- Die Aachener Stadtpläne. (Mit Abbildung.) In: Aus Aachens Vorzeit. 2. Jahrgang, Heft Nr. 1, Aachen 1888, S. 4–9 (Textarchiv – Internet Archive), ISL Aachen (PDF), Abschrift ISL Aachen (PDF).
- Die Aachener Stadtpläne. (Mit Abbildung.) In: Aus Aachens Vorzeit. 2. Jahrgang, Heft Nr. 1, Aachen 1888, S. 26–30 (Textarchiv – Internet Archive), ISL Aachen (PDF), Abschrift ISL Aachen (PDF).
- Zur Baugeschichte des Grashauses. In: Aus Aachens Vorzeit. 2. Jahrgang, Heft Nr. 6, Aachen 1889, S. 81–89 (Textarchiv – Internet Archive).
- Die karolingische Pfalz zu Aachen. Eine topographisch-archäologische Untersuchung ihrer Lage und Bauwerke. F. N. Palm, Aachen 1889 ISL Aachen (PDF).
- Die adeligen Höfe und Patrizierhäuser in Aachen. In: Aachener Zeitung, Aachen 1889
- Beitrag zur Baugeschichte Aachens im 17. Jahrhundert. In: Aus Aachens Vorzeit. 3. Jahrgang, Heft Nr. 6, Aachen 1890, S. 81–95 (Textarchiv – Internet Archive), ISL Aachen (PDF).
- Beitrag zur Baugeschichte Aachens im 17. Jahrhundert (Fortsetzung und Schluss). In: Aus Aachens Vorzeit. 3. Jahrgang, Heft Nr. 7/8, Aachen 1890, S. 97–106 (Textarchiv – Internet Archive), ISL Aachen (PDF).
- Die ältere Topographie der Stadt Aachen. Teil 1 Cremersche Buchhandlung, Aachen 1891 ISL Aachen (PDF).
- Die ältere Topographie der Stadt Aachen. Teil 2 mit Karte Cremersche Buchhandlung, Aachen 1891 ISL Aachen (PDF).
- Aachener Stadtansichten. In: Aus Aachens Vorzeit. 5. Jahrgang, Heft Nr. 5, Aachen 1892, S. 73–80 (Textarchiv – Internet Archive), ISL Aachen (PDF).
- Geschichte der St. Foillanskirche zu Aachen. Creutzer, 1892 II, 80 S., [1] Bl. : Ill., graph. Darst.
- Die Angriffe des Herrn Dr. J. Lulvès auf meine Schriften zur Archäologie Aachens. La Ruelle, Aachen 1893 ULB Düsseldorf
- Die Befestigungswerke der freien Reichsstadt Aachen. Anton Creutzer, Aachen 1894 ULB Düsseldorf, ISL Aachen (PDF).
- Schloß und Capelle zu Lemiers. La Ruelle, Aachen 1895 ISL Aachen (PDF).
- Zur Geschichte der älteren Baudenkmale von Kornelimünster. In: Zeitschrift des Aachener Geschichtsvereins. 16. Band, Aachen 1894, S. 112–131 (Textarchiv – Internet Archive).
- Der sogenannte Karolingische Gang zu Aachen. Aachen 1894
- Etwas über Burtscheid. In: Politisches Tageblatt. Aachen 30. September bis 27. November 1894
- Der ehemalige malerische und plastische Wandschmuck im karolingischen Theile des Aachener Münsters. In: Aus Aachens Vorzeit. 8. Jahrgang, Heft Nr. 8, Aachen 1895, S. 113–124 (Textarchiv – Internet Archive).
- Der Markt-Brunnen zu Aachen. La Ruelle, Aachen 1896 ISL Aachen (PDF).
- Zur Verteidigung der geschichtlichen Wahrheit und zur Abwehr der Angriffe des Archivars Pick. La Ruelle, Aachen 1896 (Textarchiv – Internet Archive).
- Der städtische Baumeister Laurenz Mefferdatis. Aachen 1896.
- Der grosse Brand zu Aachen am 2. Mai 1656. Aachen 1896.
- Zur Baugeschichte des Aachener Münsters. La Ruelle, Aachen 1898, MDZ München